# Lately I Feel Everything
Lately I Feel Everything è il quarto album in studio della cantante statunitense Willow, pubblicato il 16 luglio 2021 dalla MSFTS e dalla Roc Nation.

## Accoglienza
| Recensione           | Giudizio |
| -------------------- | -------- |
| AllMusic             |          |
| Clash                | 7/10     |
| The Line of Best Fit | 8/10     |
| Kerrang!             |          |
| Exclaim!             | 7/10     |
| Pitchfork            | 6,6/10   |

Lately I Feel Everything ha ottenuto recensioni prevalentemente positive da parte dei critici musicali. Su Metacritic, sito che assegna un punteggio normalizzato su 100 in base a critiche selezionate, l'album ha ottenuto un punteggio medio di 79 basato su nove recensioni.

## Tracce
1. Transparent Soul (feat. Travis Barker) – 2:48
2. F**k You – 0:36
3. Gaslight (feat. Travis Barker) – 1:49
4. Don't Save Me – 1:53
5. Naïve – 2:49
6. Lipstick – 3:11
7. Come Home (feat. Ayla Tesler-Mabe) – 3:37
8. 4ever – 2:41
9. Xtra (feat. Tierra Whack) – 2:21
10. Grow (con Avril Lavigne feat. Travis Barker) – 2:09
11. Breakout (feat. Cherry Glazerr) – 2:10

## Classifiche
| Classifica (2021) | Posizione massima |
| ----------------- | ----------------- |
| Lituania          | 49                |
| Stati Uniti       | 46                |